# Décret d'unification

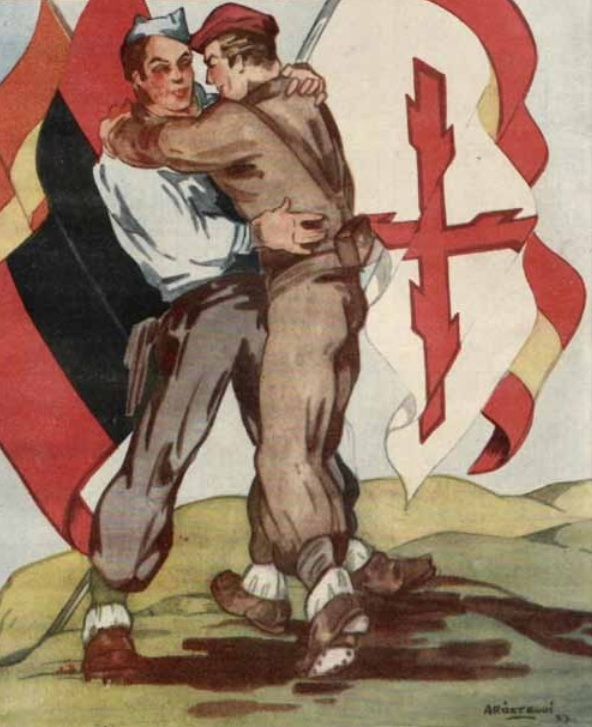
Dessin de propagande représentant l'union entre phalangistes et carlistes. Extrait du magazine jeunesse Flechas y Pelayos, 16 mai 1937.

Le décret d'unification (en espagnol Decreto de unificación) est une norme juridique promulguée pendant la guerre civile espagnole, le 20 avril 1937, par le général Francisco Franco à Salamanque, en sa qualité de chef de l'État de l'Espagne nationaliste, et par lequel les partis politiques Falange Española de las JONS — FE de las JONS, parti officiel phalangiste — et la Communion traditionaliste — le parti carliste — se trouvaient fusionnés sous son commandement dans un nouveau parti unique sous le nom de Falange Española Tradicionalista y de las Juntas de Ofensiva Nacional Sindicalista (FET y de las JONS, ou simplement FET). Tous les autres partis ayant été déclarés dissous dans le même temps, FET y de las JONS devint le seul parti légal dans l'Espagne nationaliste. Il était défini dans le décret comme un lien entre l'État et la société et était destiné à constituer la base d'un éventuel régime totalitaire. Le chef de l'État — Franco lui-même — fut proclamé chef du parti, assisté de la Junta Política (« Comité politique ») et du Consejo Nacional (« Conseil national »). Les membres du nouvel exécutif furent désignés par une série de décrets qui suivirent peu après. Sa promulgation fut précédée des dénommés événements de Salamanque (Sucesos de Salamanca) de la nuit du 16 au 17 avril qui avaient mis en évidence « l'existence d'une lutte souterraine pour le pouvoir entre les différentes fractions agglutinées dans l'Espagne franquiste ».
La fusion fut imposée aux deux formations. Leurs dirigeants — Manuel Hedilla et Manuel Fal Conde respectivement — furent déjoués par Franco, qui les divisa, les trompa et les induisit en erreur, ne leur laissant finalement d'autre choix que de se conformer à l'unification suivant ses propres conditions, ce qui provoqua leur marginalisation avec celle d'autres opposants politiques. Le décret d'unification assurait la domination politique totale de Franco et garantissait, au moins formellement, une unité politique au sein de la zone nationaliste. Dans la réalité, le décret aboutit à l'absorption des ramifications carlistes par une Phalange conséquemment domestiquée et subordonnée. Plusieurs spécialistes considèrent que l’unification fut un tremplin vers un État à coloration fascisante. Cette Phalange augmentée demeura le seul parti légal d'Espagne au cours des 38 années suivantes, devenant l'un des piliers instrumentaux du régime de Franco.

## Contexte

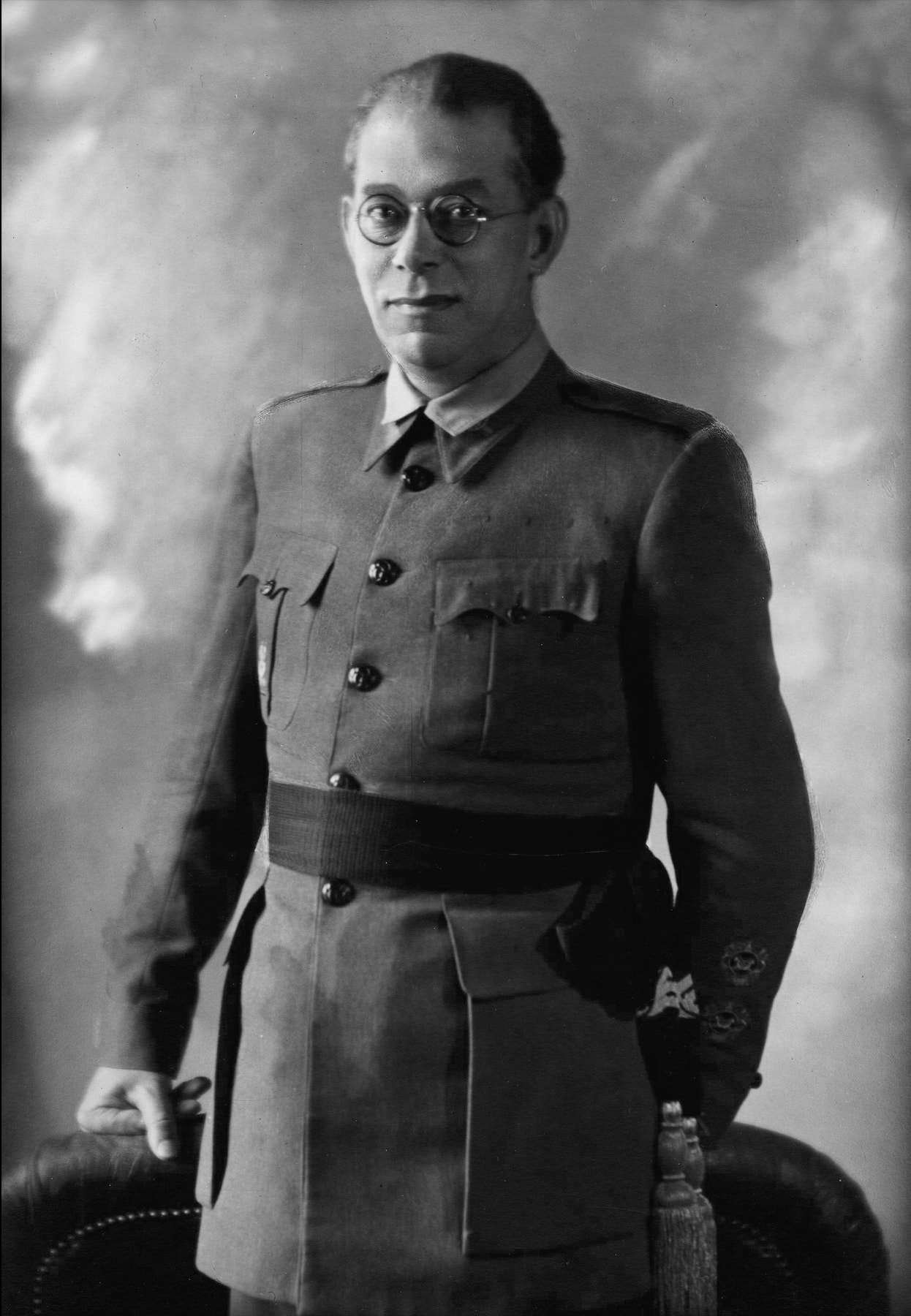
Emilio Mola, chef de la conspiration militaire.

Les conspirateurs militaires de 1936 n'avaient pas une idée bien établie de la nature du régime politique qui ferait suite au coup d’État dans l'éventualité de sa réussite ; à court terme, certains pouvoirs administratifs devaient rester confiés aux comités civils provinciaux, composés des individus les plus représentatifs ou les plus engagés de la cause nationaliste. Les principales factions de droite en Espagne furent, plus ou moins clairement, impliquées dans le complot, et aucune d’entre elles ne conclut d’accord politique avec les généraux à l'exception des carlistes, qui avaient obtenu un engagement ambigu de la part du chef de la conspiration, le général Mola, précisant les conditions et le déroulement du coup d’État plutôt qu’un futur régime politique. Les premières déclarations faites par divers généraux dans les premiers jours suivant le soulèvement demeurèrent vagues à ce sujet ; dans les territoires contrôlés par les rebelles, les commandants locaux nommaient des maires ou des corps civils auxiliaires composés principalement de personnalités de droite reconnues localement, généralement celles associées à la Confédération espagnole des droites autonomes (CEDA), à l'alfonsisme, au carlisme ou à l'ancienne Union patriotique. L'organe exécutif suprême du gouvernement rebelle, la Junta de Defensa Nacional, fut créé le 23 juillet comme instrument d'administration et d'intendance plutôt que politique,. Le 30 juillet, la Junta déclara la loi martiale, interdisant théoriquement toute activité politique. Le 13 septembre, elle publia un décret dissolvant tous les partis du Front populaire et ceux opposés au « mouvement patriotique ». Peu après, elle condamna la « partisanerie politique » mais non les « idéologies spécifiques », déclarant que le futur gouvernement mettrait en place « la seule politique et la seule syndicalisation possibles » et interdisait toute activité politique ou syndicale.
Cette interdiction ne fut pas rigoureusement et uniformément appliquée aux différentes organisations de droite,. La CEDA, groupe le plus important, avec 88 sièges aux Cortes, était entrée en voie de désintégration progressive à partir des élections générales de février ; ses structures s'étaient partiellement effondrées, abandonnées par des militants déçus de la stratégie légaliste du mouvement. De plus son leader, José María Gil-Robles y Quiñones, avait déclaré la suspension de toute activité politique de la CEDA. En dépit de l'activité politique de certains poids lourds de la coalition,, les Juventudes de Acción Popular (JAP), mouvement jeunesse de la CEDA et jadis son organe le plus dynamique, se réorganisèrent en septembre 1936 en une force paramilitaire comptant quelques milliers de membres. Renovación Española (RE, 13 sièges) et le Parti agrarien (11 sièges) étaient également en déclin, les alphonsins de RE étant particulièrement engagés dans des projets impliquant l'infant Juan, comte de Barcelone. Les deux groupes de droite ayant connu un essor, à un rythme d'ailleurs spectaculaire, étaient la Communion traditionaliste (parti officiel du carlisme) et Falange Española de las JONS. La première (avec 10 sièges au Parlement) menait ouvertement ses conseils de guerre nationaux et provinciaux, son principal atout étant les unités de milices volontaires, les Requetés, qui, dans les premiers mois de la guerre, revendiquèrent 20 000 hommes — 22 000 au mois d'octobre selon Casanova 2007, p. 348 —. La Phalange, qui en février n'avait obtenu que 0,4% des voix et perdu à cette occasion son unique siège aux Cortes, connut une croissance considérable au cours des mois suivants, jusqu'à devenir le parti de droite le plus dynamique avec près de 35 000 volontaires recrutés en peu de temps. En contraste, les autres tendances, comme les alfonsins ou les cedistas, n'en apportaient qu'environ 6 000 au total.

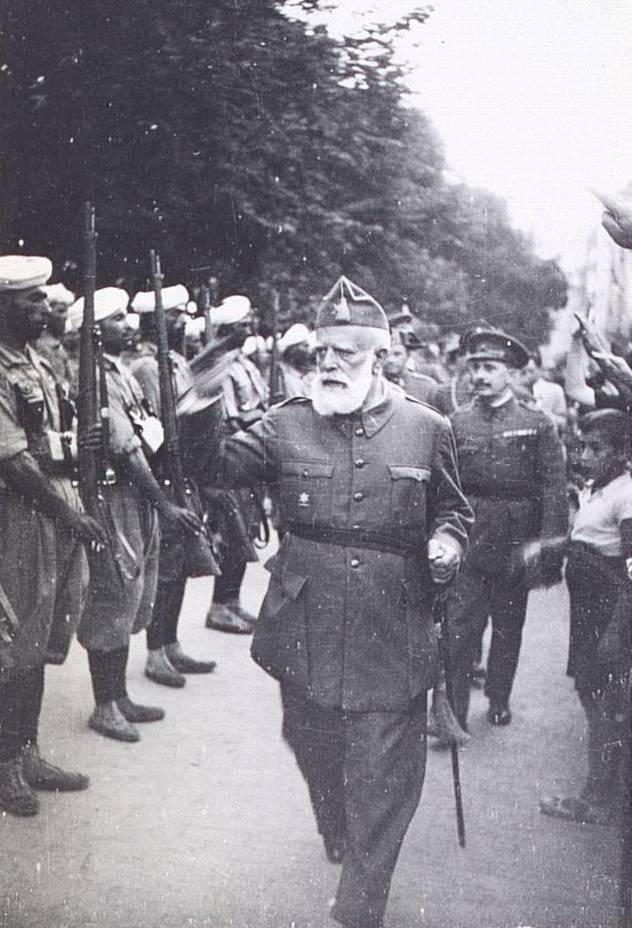
Miguel Cabanellas, chef de la Junta de Defensa.

Début octobre 1936, le pouvoir suprême dans la zone rebelle fut assumé par le général Franco, qui mit en place une administration exécutive appelée Junta Técnica del Estado (« Comité technique de l'État »). Les civils nommés pour diriger certaines sections spécifiques de ce quasi-gouvernement, recrutés parmi les alphonsins, les carlistes et d'autres groupes conservateurs génériques, sans affiliation partisane prédominante, reflétaient la droite traditionnelle,. Le régime autorisa un prosélytisme politique limité mais garda les politiciens sous contrôle : le chef de la CEDA, Gil-Robles, fut contraint de rester au Portugal , l'infant Juan, défendu par les alphonsins, fut invité à quitter l'Espagne, le prince Xavier de Bourbon-Parme, prétendant carliste au trône, ne fut autorisé qu'à un bref séjour en Espagne, et le chef de la Communion traditionaliste, Fal Conde, fut exilé sous des prétextes fallacieux. La censure militaire empêcha la diffusion d'articles jugés trop proches d'une propagande partisane et encouragea ceux-ci à rester dans les limites d'une adhésion générale au régime, comme l'ordre donné à Gil-Robles suivant lequel les JAP devait suivre servilement le commandement militaire ou l'appel du chef de RE, Antonio Goicoechea, à former un « front patriotique »,. Franco lui-même continua à rencontrer des hommes politiques de droite, ignorant généralement les plus intransigeants et ne s'adressant qu'à ceux qu'il jugeait les plus dociles. Aucun projet politique ne fut soumis à discussion. En général, il attendait de ses interlocuteurs qu'ils mobilisent un soutien civil en faveur du régime, mais sans offrir de contrepartie politique en retour, si ce n'est l'affirmation que, dans un avenir indéterminé, « le peuple » pourrait décider librement du futur régime de l'Espagne.
Après la création de la Junta Técnica, le pas suivant dans la consolidation du pouvoir du nouveau Caudillo des forces rebelles se produisit quelques mois plus tard, lorsqu'après l'échec de la prise de Madrid (entre novembre de 1936 et mars de 1937) l'idée de la nécessité d'une plus grande unité entre les forces politiques qui soutenait la révolte s'imposa. En cela, le Generalísimo Franco ne faisait que suivre le modèle que représentait pour les rebelles la dictature de Miguel Primo de Rivera (1923-1930). Il s'agissait de créer un parti unique en fusionnant les deux forces qui avaient apporté leurs milices à l'insurrection et qui avaient connu la croissance la plus notable depuis le début du conflit : carlistes et phalangistes. Les autres forces politiques qui soutenaient la tentative de coup d'État, « tolérées » mais ne bénéficiant pas de reconnaissance officielle, comme les royalistes philofascistes de Renovación Española ou les corporativistes catholiques de la CEDA, n'apportant pratiquement pas de combattants, étaient très peu influents et se trouvèrent totalement marginalisés — comme l'expérimenta le leader de la CEDA José María Gil-Robles —.
Les phalangistes comme les carlistes avaient toutefois leurs propres projets et aspirations pour le nouvel État qui était en cours de constitution dans la zone rebelle. Le chef national de FE de las JONS, José Antonio Primo de Rivera (« José Antonio ») se trouvant emprisonné à Alicante dès avant le début de la guerre, pour compenser son absence le 2 septembre 1936 une Junte de commandement provisoire fut créée à Valladolid, dirigée par Manuel Hedilla, « un homme politique de peu d'envergure - et peut-être nommé pour cette raison »- qui ne jouissait pas du prestige de Primo de Rivera et qui en peu de temps avait vu ses relations se détériorer significativement avec le cercle de pouvoir qui entourait Franco. La Junte s'installa à Salamanque au début du mois d'octobre à proximité du quartier général du Generalísimo, installé au palais épiscopal ; le 21 novembre y fut célébré le troisième Conseil national de la Phalange, un jour après l'exécution de son chef (alors ignorée de la grande majorité des phalangistes). «La nouvelle de la mort de José Antonio, diffusée par la presse républicaine et étrangère, fut occultée dans l'Espagne des insurgés. Franco utilisa le culte de l'Absent pour laisser vide le commandement du parti et gérer la Phalange comme un mécanisme de mobilisation politique de la population civile ».
Quant à la Communion traditionaliste — le parti officiel du carlisme —, son leader Manuel Fal Conde tenta de maintenir l'indépendance de son organisation et des requetés, mais le premier pas important qu'il fit en décembre 1936 — la tentative de créer une Académie royale militaire des requetés, différenciée des académies militaires et donc de la structure de l'Armée — reçut une réponse cinglante de Franco : soit il se soumettait à une cour martiale pour « trahison », soit il quittait l'Espagne. Fal Conde choisit la deuxième option et s'expatria au Portugal, d'où il ne revint qu'à l'été de l'année suivante, une fois l'unification achevée. Immédiatement après, le 20 décembre 1936, Franco décréta la militarisation des milices carlistes et phalangistes.

### Phalangistes et carlistes

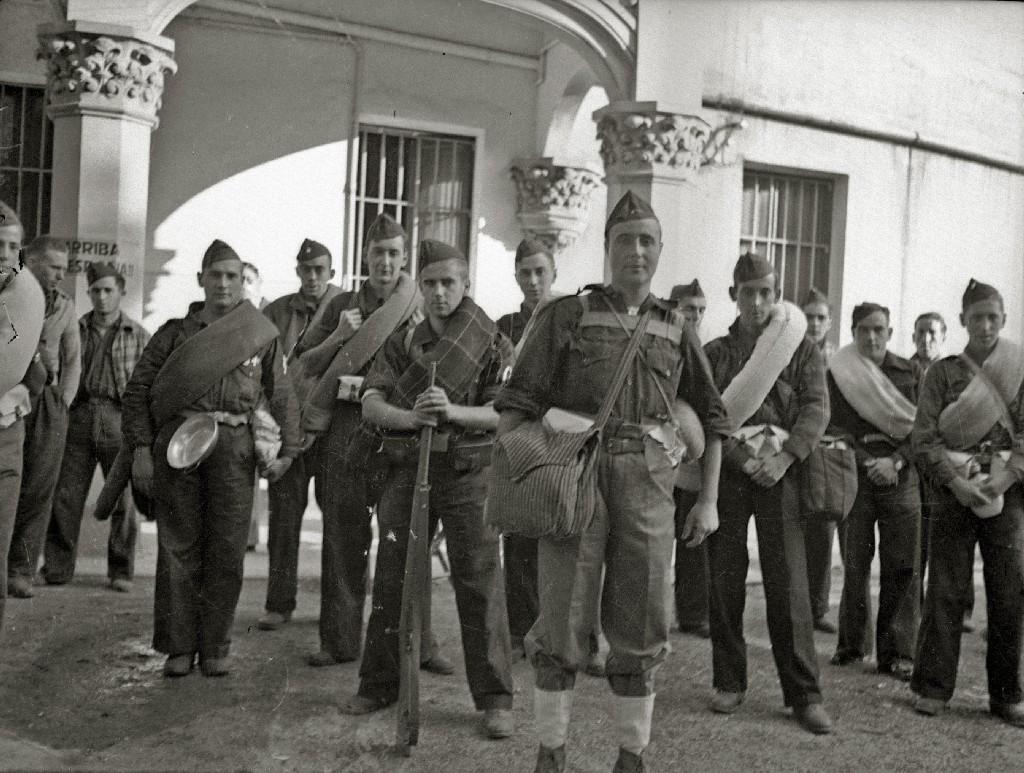
Milice phalangiste.

Quelques mois après le début de la guerre civile, il apparaissait déjà clairement que l’équilibre des pouvoirs entre les partis de droite avait subi un bouleversement majeur, certains groupes — CEDA, RE et les agrariens — se trouvant fort affaiblis et éclipsés par la Communion traditionaliste et la Phalange, ces deux derniers rassemblant près de 80 % des volontaires des milices du camp nationaliste. Aux yeux de Franco et des militaires, c'est leur efficacité en tant que structures de recrutement qui importait avant tout. Initialement, les volontaires constituaient 38 % de l'ensemble des troupes nationalistes disponibles dans la Péninsule, le ratio tombant à 25 % à la suite de la mise en œuvre de la conscription en novembre. Chacun des deux groupes tendait de plus en plus à se considérer comme le futur maître de la nouvelle Espagne. Les carlistes se voyaient comme des partenaires politiques exclusifs de l'armée, selon ce qui avait été convenu en juillet 1936, et ils envisageaient la faction nationaliste fondamentalement comme une alliance entre eux-mêmes et les militaires. Pour leur part, les phalangistes concevaient l'effort nationaliste en termes de révolution syndicaliste et considéraient leur organisation comme la seule véritable force politique vivante au milieu des restes d'autres partis, vieux et pathétiquement désuets. Tous deux considéraient l’Armée — même si elle était considérée avec une certaine suspicion, respectivement comme libérale ou réactionnaire — comme un outil nécessaire pour prendre le contrôle de toute l’Espagne, mais ils s’attendaient à ce qu'elle soit soit politiquement passive, chacun revendiquant de façon exclusive le droit de définir le contenu politique du futur État.
Le pouvoir politique le plus dynamique était la Phalange. Parti de troisième ordre né en 1933, connu principalement pour sa violence de rue et comme une référence du fascisme espagnol, dans le climat de polarisation rapide de l'Espagne de 1936 il attira des dizaines et bientôt des centaines de milliers de personnes, pour la plupart des jeunes. Son chef José Antonio Primo de Rivera (« José Antonio ») et de nombreux autres activistes importants se trouvant piégés dans la zone républicaine, en septembre 1936 la Phalange forma un Comité de commandement (Junta de Mando) provisoire composé de jeunes dirigeants en grande partie inexpérimentés et mené par Manuel Hedilla, ; le parti continua à développer ses structures, en établissant des sections pour la jeunesse, les femmes, les enfants, la propagande, paramilitaires, des sections étudiantes, syndicales, sanitaires et d'autres encore. À la fin de 1936, la Phalange fournissait environ 55 % de tous les volontaires et devançait clairement les carlistes, ; outre les anciens militants de la CEDA ou de RE, certains républicains de droite commencèrent également à rejoindre la Phalange afin de contrebalancer les carlistes monarchistes. Franco continuait à rencontrer Hedilla, écoutait ses conseils  et le flattait, mais rejetait généralement ses demandes. L'exécutif phalangiste, lui-même schématiquement divisé entre hedillistes et les dénommés « légitimistes », était de plus en plus frustré par la domination militaire ; au début de 1937, il autorisa Hedilla à exiger une hégémonie politique totale, avec un contrôle des militaires circonscrits à l'Armée et à la Marine. De plus, en janvier, la Junta contacta le Parti national-socialiste allemand et le Parti fasciste italien en quête d'un accord politique à l'insu des militaires, se basant sur l'idée que le commandement de Franco durerait peu,,.

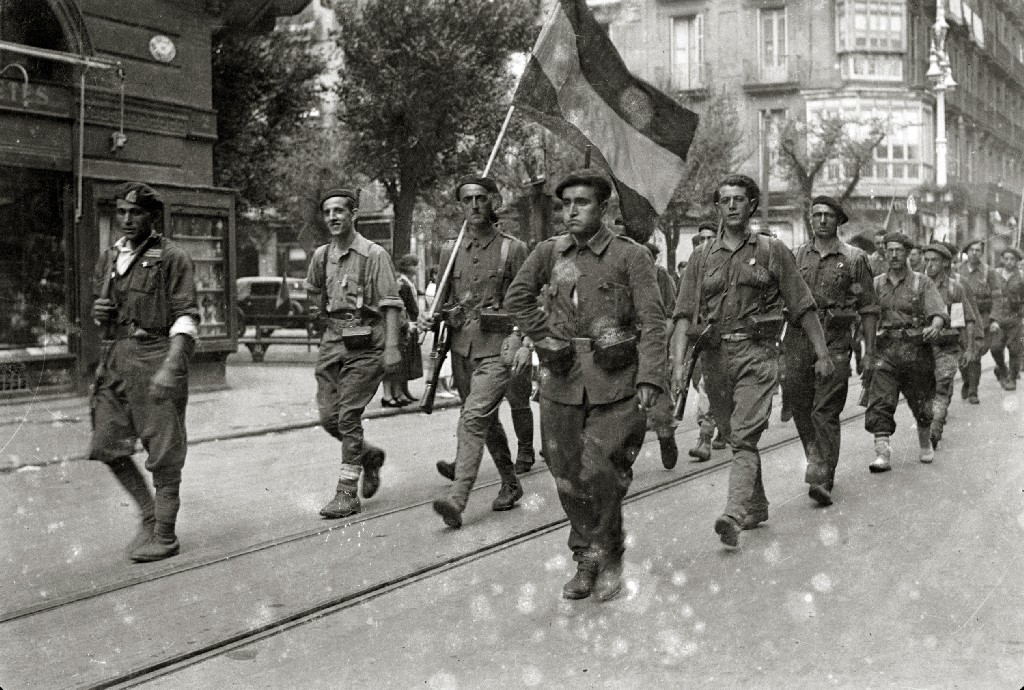
Défilé de Requetés à Saint-Sébastien en 1936.

Au début du XXe siècle, le carlisme était une force de second ordre ; comme la Phalange, il avait bénéficié de la radicalisation du milieu des années 1930 bien que, contrairement à celle-ci, elle ne rencontra un succès important que dans certaines régions d'Espagne. Le prétendant carliste, Don Alfonso Carlos, résidant en Autriche, périt fin septembre 1936 et fut remplacé par un régent, Don Javier, résidant en France. Ce dernier rencontra Franco à deux reprises en 1936 et les deux dirigeants demeurèrent très sceptiques l'un envers l'autre, Franco préférant échanger avec le Comte de Rodezno, un leader navarrais expérimenté. Comme la Phalange, les carlistes essayèrent de tirer le meilleur parti de l'autonomie permise par l'administration militaire ; en octobre 1936, leur propagande accorda plus d'attention à Don Javier assumant la régence qu'à Franco à la tête de l'État et, à la fin de 1936, les titres de la presse carliste exaltaient le leader en exil Fal Conde comme caudillo, ne réservant à Franco que des notes de bas de pages en petits caractères. En décembre, les carlistes lancèrent leur propre projet syndicaliste. Début 1937, le carlisme commençait à bénéficier d'un pouvoir d'attraction notable ; certains politiciens de la CEDA discutèrent de l'éventualité d'une fusion, un petit Partido Nacionalista Español fut effectivement fusionné,, la CESE, une organisation syndicaliste indépendante, rejoignit Obra Nacional, le programme corporatif carliste, et, dans certaines régions, les sections Acción Popular et RE fusionnèrent avec les carlistes,. En Navarre, les carlistes dirigeaient en quelque sorte leur propre structure étatique.

## Débuts d'une conception politique unifiée

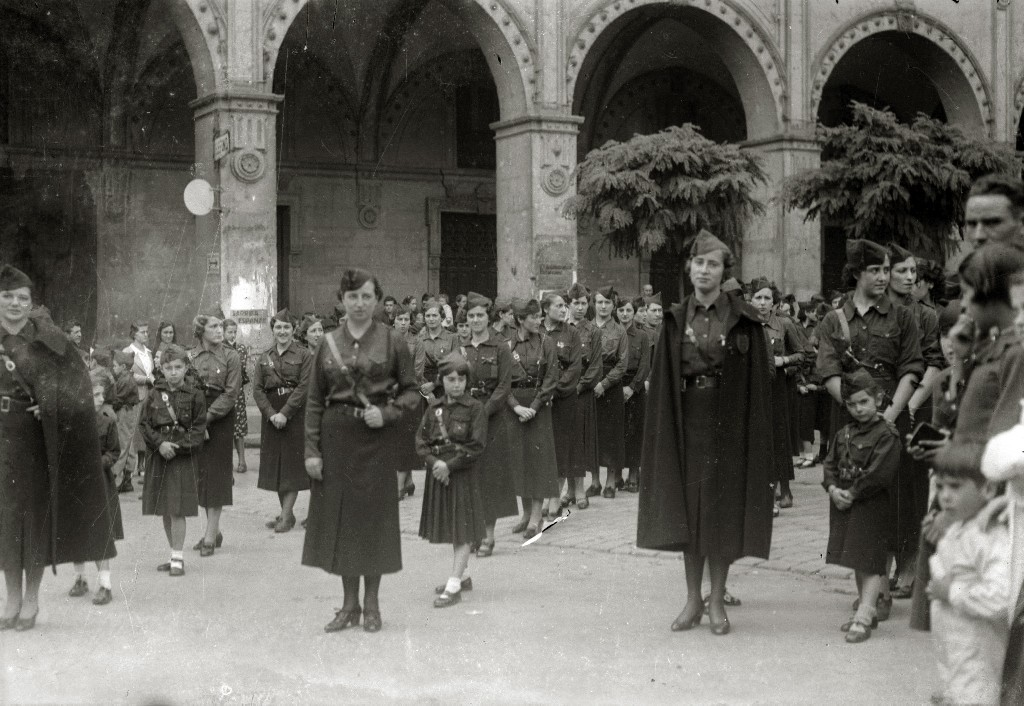
Membres de Sección Femenina, la branche féminine de la Phalange.

Les premières déclarations des militaires demeurèrent extrêmement vagues sur le plan politique et les phrases fréquemment répétées faisant référence à l’unité patriotique ressemblaient davantage à des clichés éculés qu’à un projet politique cohérent. Les partis de droite n’ayant pas été dissous par la Junta de Defensa, il pouvait être légitime de supposer le maintien d'une sorte de régime multipartite idéologiquement circonscrit. Dès septembre 1936, Franco déclarait qu'après la victoire militaire, il céderait le pouvoir à « n'importe quel mouvement national » soutenu par le peuple, laissant entendre qu'il pourrait s'agir d'un processus électoral et d'une compétition politique. Cependant, en octobre, il commença en privé à faire des commentaires sur une éventuelle unification politique forcée, en des termes demeurant néanmoins extrêmement flous : certains comme Goicoechea soutenaient un « front patriotique » général , tandis que d'autres suggéraient un « Parti Franquiste » personnaliste et des membres de l'entourage proche du caudillo comme Nicolás Franco se montraient plutôt favorable à une « Action citoyenne » (Acción ciudadana). Tous ces concepts rappelaient le parti d'État de Primo de Rivera, l'Union patriotique, structure amorphe et bureaucratique montée de toutes pièces par la son régime dictatorial, organisée autour de valeurs générales telles que le patriotisme, la discipline, le travail, la loi et l'ordre.
Il n’est pas clairement établi que Franco ait jamais sérieusement envisagé l’une ou l’autre des options ci-dessus ; il semble qu’à la fin de 1936, il ait commencé à opter pour une formule différente, basée non pas sur un amalgame politique général mais structurée selon des critères plus spécifiques. En novembre, il confia en privé qu'il envisageait la possibilité d'incorporer la doctrine phalangiste sans la Phalange elle-même. Le même mois, en liaison avec Hedilla, il demanda au chef du parti de la section Servicio Extérieur de proposer les conditions d'une éventuelle fusion avec les carlistes ; on ignore s'il y eut des résultats, bien qu'il soit probable qu'il envisageât également une fusion avec Rodezno. En décembre 1936, la propagande militaire imposa le slogan «Una Patria. Un Estado. Un Caudillo» (« Une Patrie. Un État. Un Caudillo »), rendu obligatoire dans les sous-titres de tous les journaux publiés dans la zone nationaliste, y compris les phalangistes et carlistes,. Dans le même temps, les milices étaient formellement militarisées et soumises au contrôle de l'armée, bien que leur coloration politique phalangiste et carliste fût conservé. En janvier 1937, Franco affirma que le pays serait en mesure de choisir n'importe quel régime, tout en faisant également référence à un « État corporatif » ; en privé, il avoua à un mandataire italien qu'il projeter de fonder une association politique qu'il dirigerait et de s'efforcer d'unifier les partis. Certains ayant conversé avec lui notèrent qu'il avait commencé à souligner que le statut provisoire de la situation d'alors devrait être remplacé par une solution permanente. En février, il s'aventura également à formuler quelques réflexions sur « l'idéologie nationale » ; ignorant tous les autres groupes, il suggéra qu'elle devrait éventuellement être fondée sur le phalangisme et traditionalisme, tout en rejetant également l'idée de reproduire un schéma fasciste,.

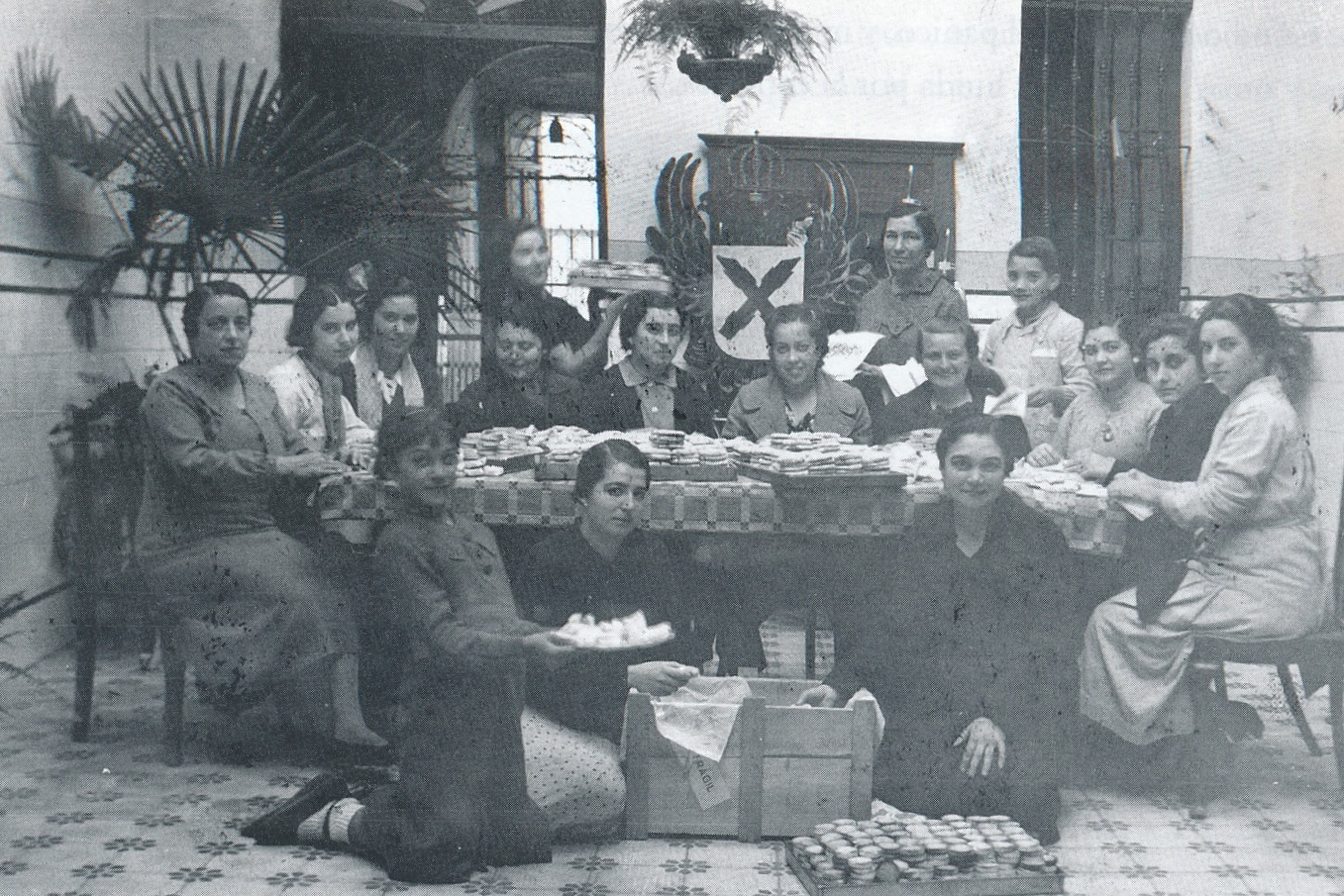
Membres des Margaritas, section féminine du carlisme.

À la fin de l'hiver et au début du printemps 1937, Franco s'entretint avec Farinacci, Cantalupo et Danzi, personnalités du fascisme italien ; tous essayèrent de l'attirer vers une solution à long terme calquée sur l’Italie, basée sur le concept d’un parti nationaliste unique. Aucun ne fut particulièrement impressionné par Franco et ils le considérèrent comme politiquement déconcerté ; Farinacci nota avec dégoût que Franco avait prononcé des phrases qu'il jugea peu cohérentes au sujet d'un État corporatif, alors qu'il n'aurait pas été capable selon lui de faire la distinction entre les régimes d'Italie, d'Autriche, du Portugal et d'Allemagne,. Il semble qu'à cette période il s'attendît à ce que les phalangistes et les carlistes établissent eux-mêmes les conditions de la fusion ; dans une lettre à Rome, Nicolás Franco affirma que les deux partis étaient en pleine négociation, que les pourparlers se déroulaient bien et que le problème majeur était Don Javier, peu disposé à céder le pouvoir. L'historien Javier Tusell conclut que Franco considérait les phalangistes amadoués et les carlistes, comme toujours inflexibles et intransigeants, comme le principal obstacle ; il se montrait aussi de plus en plus irrité par leurs « airs souverains » («tono de soberanía»). Cependant, il était également contrarié par la propagande phalangiste socialement radicale : en février, la censure interdit la publication d'un ancien discours de José Antonio Primo de Rivera incluant la promesse de « démanteler le capitalisme » et plusieurs politiciens phalangistes importants furent brièvement détenus pour avoir tenté de diffuser malgré tout l'imprimé.

## Échec de l’unification par le bas

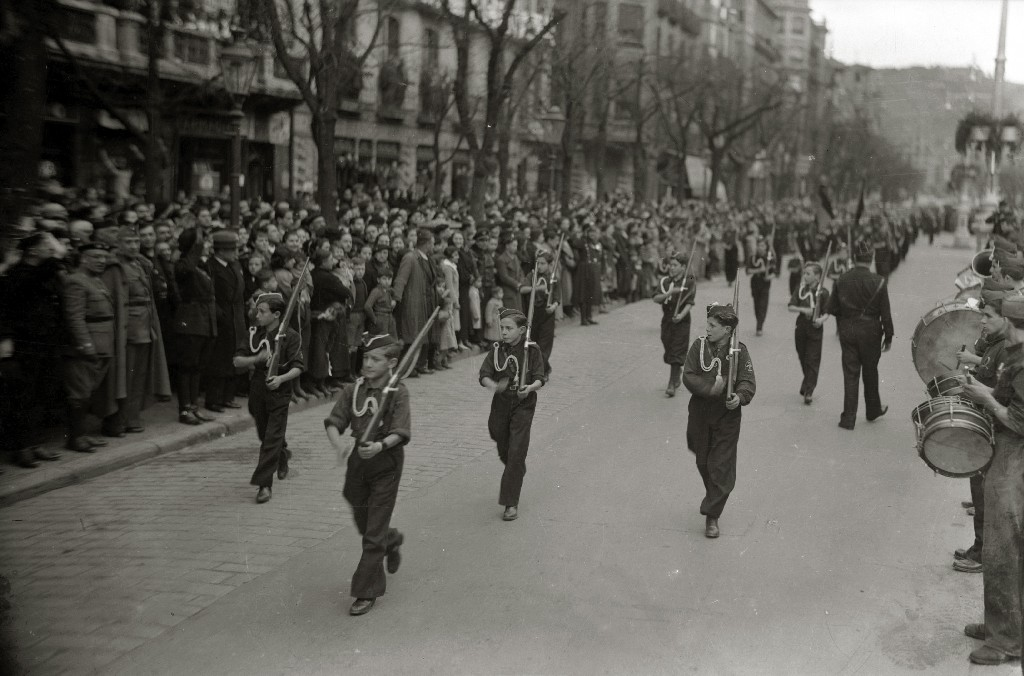
Membres de la section phalangiste infantile, Flechas.

Les fondements théoriques de la Phalange et de la Comunión étaient radicalement distincts. La première prônait une révolution syndicaliste et un nationalisme espagnol véhément, tous deux destinés à être incorporés dans un État tout-puissant ; pour leur part les carlistes étaient attachés à un modèle de monarchie aux pouvoirs limités, une conception de la société ancrée dans des rôles traditionnels et un État décentralisé respectueux des fors, les libertés locales basques et catalanes. Bien que tous deux fussent également hostiles à la démocratie, au parlementarisme et au socialisme, ils ne se tenaient réciproquement pas en haute estime ; les phalangistes considéraient le carlisme comme une relique réactionnaire et moribonde, tandis que les carlistes considéraient les phalangistes simplement comme de la « racaille rouge ». Concrètement, à partir de juillet 1936, les relations entre les deux groupes furent ambiguës : techniquement alliés au sein du conglomérat nationaliste, ils étaient néanmoins en pratique en compétition pour les postes à pourvoir, les ressources et les recrues. Tandis que politiciens et miliciens en première ligne maintenaient des relations au moins correctes, sinon amicales, ailleurs les affrontements entre carlistes et phalangistes étaient fréquents et dégénéraient parfois en fusillades, en sabotage de rassemblements de l'autre camp  ou en dénonciations mutuelles auprès des autorités militaires.
À partir de la fin de 1936, les dirigeants carlistes et phalangistes eurent vent de l'idée d'unification, vaguement nourrie par Franco. Incertains quant à ses termes et ignorant si la résistance était une position tenable, ils finirent par arriver à la conclusion qu’un accord entre les deux parties pourrait être préférable à une solution imposée par le Generalísimo. L'échange de déclarations publiques au tournant des années 1936 et 1937 mit immédiatement en évidence des divergences majeures : un article du militant et historien carliste Román Oyarzun présentait les deux camps comme des partenaires, mais en réponse Hedilla déclara que les traditionalistes étaient susceptibles d'être absorbés par la Phalange. Les premières consultations informelles furent organisées par des hommes politiques favorables à un compromis en janvier 1937 et furent rouvertes en février, bien que les deux partis ne s'entendent guère sur la stratégie à adopter. Au sein du carlisme, Rodezno et les Navarrais négocièrent auprès de Fal Conde et Don Javier pour obtenir à contrecœur la permission d'ouvrir des négociations. Pour la Phalange, Hedilla tendait à rechercher une alliance avec le carlisme, jugée préférable à une imposition militaire, tandis que les « légitimistes » préféraient s'aligner plus étroitement sur les militaires pour viser l'hégémonie politique. Finalement, les phalangistes proposèrent l'incorporation de la Communion traditionaliste, en concédant à une future monarchie traditionaliste quelques caractéristiques carlistes distinctes et l'appellation de Requeté à l'organisation de jeunesse du parti. Les carlistes suggérèrent une fusion sur un plan d'égalité dans un tout nouveau parti basé sur les principes traditionalistes, dirigé par un triumvirat ou avec Don Javier comme régent, formation qui serait dissoute après l'installation de la monarchie traditionaliste,,. Aucun accord n'était en vue, mais les représentants des deux groupes convinrent qu'ils résisteraient à l'ingérence de tiers ; les historiens suggèrent que cette dernière clause était dirigée contre d’autres partis de droite plutôt que contre Franco,.

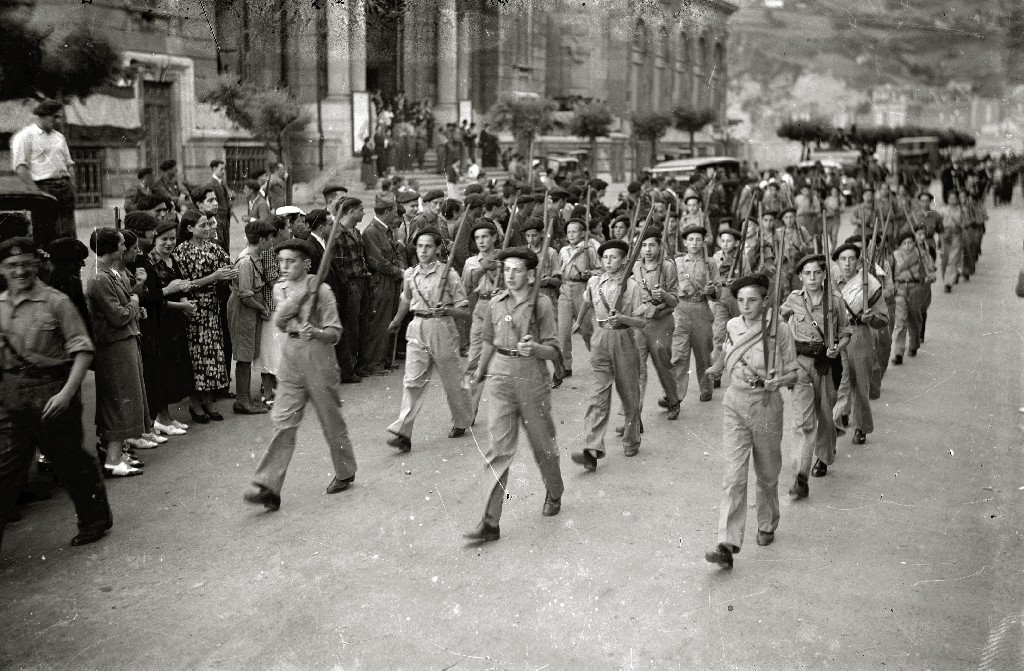
Des membres de la section infantile carliste, Pelayos.

Les conversations entre phalangistes et carlistes commencèrent à Lisbonne, lieu de résidence forcée de Fal Conde, le 16 février 1937. Lors de cette réunion, les négociateurs phalangistes avaient proposé que le régent de la Communion, François-Xavier de Bourbon-Parme (Don Javier), délègue son commandement à la Phalange ; de son côté, Fal Conde proposa un mouvement unifié mené par le prétendant, qui « n'impliquerait aucune incorporation d'un parti dans l'autre, mais plutôt une union maintenant l'indépendance de chacun » . Au final, les principaux points d'accord établis par consensus à Lisbonne furent :
- Ne pas admettre d'interventions tierces dans les relations entre les deux partis ;
- S'opposer à la formation de tout gouvernement civil qui ne soit pas exclusivement formé de représentants des deux mouvements ;
- Rejet de toute alliance ou entente avec d'autres groupes politiques.

Fin février, une nouvelle série de pourparlers eut à Salamanque lieu entre les hedillistes et une autre délégation de carlistes, dirigée par Rodezno. Les phalangistes adoucirent leur position, insistant « sur l'absorption par intégration des carlistes dans la Phalange en échange de concessions telles que l'acceptation de l'établissement d'une monarchie catholique et traditionaliste », mais ouvrant la porte à diverses options sur les candidats potentiels au rôle de régents, « Franco lui-même ou don Juan de Borbón y Battenberg ». ; le carlisme serait toujours incorporé mais un nouveau parti serait formé par la suite, qui accepterait la doctrine traditionaliste et certains symboles carlistes, et serait dirigé par un triumvirat, comprenant éventuellement Don Javier. Quoi qu'il en soit, Hedilla établit également des contacts avec Franco et son entourage politique (Ramón Serrano Súñer, Pedro González-Bueno y Bocos ou Ladislao López Bassa), avec lequel il maintiendrait de bonnes relations. En ce sens, Thomàs résume ainsi la stratégie du leader phalangiste :

« En résumé, Hedilla avait nagé entre deux eaux : cherchant l'union volontaire avec les carlistes et, en même temps, autour de Franco avec l'objectif d'obtenir une unification favorable à FE de las JONS. Personne réaliste et, surtout, bien moins arrogant que ses camarades, il comprit mieux la situation dans laquelle se trouvait la Phalange qu'Aznar, Garcerán, Dávila et les autres, outre qu'il était plus flexible qu'eux. Il maintint une attitude extrêmement respectueuse envers le Generalísimo et chercha à avoir une bonne relation avec lui, conscient que c'était de lui que dépendait en dernière instance l'avenir de FE de las JONS. »

Les négociations n'aboutirent à aucun accord, probablement parce que Rodezno n'avait pas le mandat de Fal Conde et Don Javier. Les réunions étaient également influencées par les idées juanistes, d'autant que les phalangistes étaient représentés entre autres par Pemán,,. Bien que les alfonsistes ne fussent pas admis, ils réalisèrent ce qui se jouait ; leurs hommes politiques les plus actifs, José María Areilza et Pedro Sainz-Rodriguez, continuèrent à prôner l'unification lors des négociations avec les hommes de FE et de CT, pronostiquant qu'au sein d'une fusion multipartite, ils seraient vraisemblablement mieux lotis que marginalisés en dehors d'une nouvelle organisation. À cette époque également, Gil-Robles conclut que tous les partis devraient disparaître dans l'«amplísimo Movimiento Nacional» (le « très ample Mouvement national ») et semblait prêt à accepter l'unification, mais d'en haut plutôt que d'en bas ; La CEDA fit l'objet d'une propagande massive de la part des deux camps, visant à la discréditer en tant que parti ayant subi de pathétiques échecs et vendu au parlementarisme.
Les âpres négociations cela ne manquèrent pas de créer des tensions au sein des deux partis : dans le cas carliste, entre le noyau navarrais du comte de Rodezno, plus pragmatique et enclin à unir les forces, et la faction de Fal Conde, plus intransigeante à ce sujet ; et dans le cas phalangiste, entre un noyau groupé autour d'Hedilla et qui acceptait l'unification à condition que FE de las JONS soit prédominante, et ceux qui s'opposaient à toute perte d'identité et d'autonomie, en particulier celui que Thomàs appelle « le groupe Primo », formé par José Antonio et ses partisans. Le factionnalisme au sein de la Phalange conduisit à une tentative de destitution d'Hedilla par le triumvirat Agustín Aznar, Sancho Dávila y Fernández de Celis et Jesús Muro Sevilla, ce dernier étant remplacé après sa démission volontaire par José Moreno, ancien chef territorial de la Navarre et du Pays Basque, conjointement avec le nouveau secrétaire général, Rafael Garcerán Sánchez. La réponse d'Hedilla et ses suiveurs (notamment José Antonio Serrallach, Víctor de la Serna et José María Alonso Goya ), dans la nuit du 16 au 17 avril 1937, déclencha les dits événements de Salamanque (Sucesos de Salamanca), affrontement entre les deux factions phalangistes qui se solda par plusieurs mort et fut récupéré par Franco pour imposer une unification selon ses propres critères.

## Dernières circonstances

Drapeau phalangiste.

Franco mentionna l'unification pour la première fois en octobre 1936, mais pendant cinq mois, il sembla avoir du mal à en définir précisément les termes ; en février, il se livra à une laborieuse comparaison des travaux théoriques de José Antonio Primo de Rivera et de Víctor Pradera, à travers des notes manuscrites en marge, afin de tenter d'en identifier des points de convergence. Le processus s'accéléra à la fin de l'hiver 1937, un processus que plusieurs universitaires expliquent par l'arrivée de Ramón Serrano Suñer — son propre beau-frère (surnommé pour cette raison le Cuñadísimo) et ancien député de la CEDA, arrivé à Salamanque après avoir fui la zone républicaine —, homme ingénieux et imprégné du fascisme italien qui remplaça immédiatement Nicolás Franco comme principal conseiller politique du Caudillo.
Au printemps 1937, Franco et Serrano Súñer s'inquiètèrent des tensions croissantes entre monarchistes alphonsins, carlistes, phalangistes et les catholiques de la CEDA. L'exil de Fal Conde au Portugal avait soulagé de nombreux carlistes. Serrano Súñer était en particulier préoccupé par l'adoption d'un ton de plus en plus audacieux par les phalangistes et les carlistes ; en mars, Don Javier et Hedilla lui adressèrent des lettres mêlant déclarations de loyauté et revendications, tandis que les congrès phalangistes rédigeaient de grands projets démontrant des expectatives d'hégémonie politique. En conséquence, au début du printemps 1937, la situation devenait de plus en plus complexe. Franco et Serrano travaillaient sur des conditions d'unification à imposer aux deux camps, qui tentèrent eux-mêmes de convenir de leurs propres conditions pour se défendre contre une imposition d'« en haut » qui leur serait préjudiciable. Les dirigeants phalangistes et carlistes étaient divisés en interne, une faction conspirant contre une autre ; dans la Phalange le conflit opposait différentes incarnations personnelles tandis qu'au sein du carlisme il était lié à la stratégie d'unification. Même si l’idée d’une unification de tous les mouvements politiques circulait dans certains milieux, elle semblait par conséquent encore une chimère. Hedilla posa des conditions à la possibilité d'une unification volontaire, craignant une unification imposée par Franco et son état-major. Son intention de favoriser l'unification à condition que FE de las JONS conserve une position prééminente dans le nouveau parti unique fut considérée comme une trahison des principes premiers du mouvement par certains dirigeants phalangistes comme Agustín Aznar et Sancho Dávila.
Franco lui-même considérait que, pour éviter que le retour du « danger communiste » en Espagne une fois la guerre terminée, il était nécessaire de constituer un régime fort et que le seul moyen de l'obtenir était « par l'unification de toutes les forces espagnoles, regroupées en un seul idéal national ». Selon lui, un phénomène politique inquiétant se produisait également dans le processus de recrutement mené par la Phalange et les Requetés, avec une polarisation de l'opinion espagnole dans les deux organisations, la Phalange étant massivement rejointe par des personnes de sensibilité de gauche, tandis que celles de droite rejoignaient les Requetés, ce qui menaçait de recréer « les dissensions éternelles entre la droite et la gauche [...] avec la lutte des classes qui en résulterait » (celles-là mêmes qui étaient à l'origine du conflit), ce qu'il fallait selon lui éviter d'urgence pour garantir un triomphe effectif de la guerre.
Ainsi, depuis le quartier général de Franco à Salamanque, Serrano Súñer promut un rapprochement entre CT et FE de las JONS en vue de leur fusion. Toutefois les différences idéologiques et politiques qui les séparaient semblaient insurmontables — car il s'agissait des mêmes qui séparaient le traditionalisme du fascisme —, d'autant qu'il fallait faire avec une autre condition non négociable : le général Franco lui-même devrait se trouver à la tête du parti unique. Autrement dit, les deux partis devaient accepter que la nouvelle formation politique soit subordonnée au pouvoir personnel du Caudillo, à la tête du pouvoir militaire comme politique. Pour soutenir cette idée, la devise «Una Patria, un Estado, un Caudillo» (« Une Patrie, un État, un Caudillo [ou un Leader ») fut diffusée depuis le quartier général de Salamanque, une formule calquée de la devise nazie « ein Volk, ein Reich, ein Führer ». Certains auteurs signalement le lieutenant du génie Ladislao López Bassa comme l'un des idéologues de ce projet d'établissement d'une « Phalange unifiée et franquiste »  .
L'idée d'une unification volontaire visait à protéger l'autonomie des deux formations politiques face à la crainte d'une unification imposée par des étrangers à leurs principes idéologiques, ainsi qu'à éviter leur possible exclusion d'un premier gouvernement d'État. Quoi qu'il en soit il était convenu d'offrir à Franco le commandement du nouveau parti, « un commandement plus ou moins symbolique, dans l'idée que le véritable contrôle serait conservé par les deux organisations unifiées »  . Les dirigeants phalangistes voyaient en réalité l'unification volontaire comme une absorption, c'est-à-dire « l'entrée de la Communion traditionaliste dans FE de las JONS, en échange de quelques contreparties ».
À la mi-mars, les carlistes étaient apparemment conscients que l’unification n’était plus une perspective lointaine mais plutôt immédiate. Fin mars, le groupe de dirigeants mené par Rodezno, qui tendait à accepter une fusion, déjoua Don Javier et Fal Conde dans un coup de force les contraignant à accepter la stratégie, ou du moins à ne pas s'y opposer ouvertement. Franco fut ravi d'apprendre la nouvelle, mais les carlistes favorables à la fusion espéraient toujours un accord avec la Phalange. Début avril, leur junte adopta un plan qui prévoyait un parti commun dirigé par un directoire, composé de 3 carlistes, 3 phalangistes et 6 candidats nommés par Franco, qui en serait lui-même le président, ; ils espéraient toujours que l'organisation conduirait à la construction d'une monarchie catholique, régionaliste, sociale et en dernier lieu traditionaliste,. Une autre série de pourparlers avec les phalangistes eut lieu le 11 avril et ce n'est qu'à ce moment-là qu'Hedilla réalisa l'urgence de la situation ; les parties convinrent qu'elles continueraient à discuter et confirmèrent qu'aucune ingérence tierce ne serait acceptée,. Le 12 avril, Franco rencontra quelques rodeznistes, les informa que l'unification décrétée n'était qu'une question de jours et que seuls des détails — non révélés aux carlistes — devaient encore être finalisés. Leurs légères réserves furent balayées et on leur assura qu'il n'y avait aucune raison de s'inquiéter. Ils se réunirent quelques jours plus tard, pas entièrement convaincus, pour rédiger un préambule à proposer à Franco avec l'intention de contrer le phalangisme révolutionnaire.

Drapeau carliste.

Le 12 avril, Hedilla dit à ses hommes que l'accord avec les carlistes était presque prêt et convoqua le Consejo Nacional phalangiste pour le 26. Cependant, le 16 avril, ses adversaires au sein de l'exécutif lui rendirent visite dans son bureau de Salamanque et déclarèrent sa destitution ; hedillistes et « légitimistes » restèrent en contact avec Franco et les deux camps furent portés à croire qu'ils avaient son soutien. Le lendemain, Hedilla riposta et tenta d'arrêter ses adversaires ; la fusillade fit deux morts. À ce stade, les forces de Franco arrêtèrent la plupart des personnes impliquées, à l'exception d'Hedilla qui, le 18 avril, fut confirmé comme le nouveau chef national par ce qui restait du Conseil national phalangiste. Hedilla se précipita au quartier général de Franco où il fut accueilli cordialement ; tous deux apparurent au balcon, où Franco improvisa un bref discours ; il s'agit peut-être de la première déclaration publique de l'unification. À 22h30 le même jour, Franco annonça l'unification dans une émission de radio. Le long discours prit la forme d'une conférence historiosophique sur le passé espagnol, accordant avec une attention toute particulière à la prétendue unité nationale maintenue au fil des siècles. En référence à Nuestro Movimiento (« Notre Mouvement »), le discours salua la grande contribution de la Phalange, du traditionalisme et d'« autres forces » pour souligner que « nous avons décidé de finaliser ce travail unificateur » avant de revenir à des propos grandiloquents. La plupart des journaux publiés dans la zone nationaliste imprimèrent l'intégralité du discours le jour suivant[source insuffisante].

## Décret et documents connexes

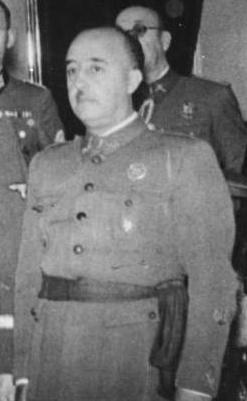
Franco en 1940.

Finalement, le quartier général de Franco décida d'agir. Le jour-même où les phalangistes opposés à l'unification tinrent un Conseil national au cours duquel ils élurent Manuel Hedilla comme leader national « jusqu'à ce que José Antonio Primo de Rivera ou Raimundo Fernández-Cuesta réintègrent leurs postes », le dimanche 18 avril, Franco lui-même annonça dans un important discours son intention de promulguer le lendemain un décret d'unification des deux partis, qui se trouveraient dès lors sous son contrôle direct en sa qualité de chef national. L'écrivain phalangiste Ernesto Giménez Caballero fut l'auteur de l'ébauche du discours prononcé par Franco sur les ondes de Radio Nacional depuis son quartier général — dont le bâtiment avait été cédé à Franco par l'évêque Enrique Pla y Deniel —. « En expliquant les motifs et les objectifs de l'Unification — écrivit Serrano Súñer dans ses mémoires —, Franco lut un discours bien construit, œuvre de l'écrivain Giménez Caballero presque dans son intégralité — puisqu'il ne contenait que quelques lignes de moi — ce qui laissa une très impression au sein d'un secteur traditionaliste dans lequel je me souviens des grands éloges qu'il mérita du comte de Rodezno ».
Le véritable décret d'unification fut diffusé pour la première fois par Radio Nacional dans des émissions répétées diffusées le 19 avril, bien que l'heure exacte de la première diffusion ne soit pas clairement établie. Le 20 avril, le document parut en tant que Decreto número 255 dans le Boletín Oficial del Estado et était daté du 19 avril ; il fut rapidement diffusé par tous les journaux paraissant dans la zone contrôlée par les rebelles. Sur ordre explicite du quartier général de Franco, il fut lu aux unités du front de guerre le 21 avril. Un autre décret, numéroté 260 et daté du 22 avril, fut publié le 23 avril ; il contenait les noms d'individus nommés à la direction du nouveau parti — la Junta Política (« Comité politique ») ou le Secretariado (« Secrétariat ») —. Un décret supplémentaire suivit encore peu après, qui définissait le salut, les insignes, l'hymne, la bannière, le slogan et le code d'adresse, et permettait aux milices du parti incorporées à l'armée d'utiliser leurs propres symboles jusqu'à la fin de la guerre.
Non seulement Franco n'informa pas Hedilla, mais il ordonna son arrestation une semaine plus tard, avec d'autres phalangistes dissidents, lorsqu'il refusa d'intégrer le Comité politique du nouveau parti en tant que simple membre et demanda formellement à ses dirigeants provinciaux de n'obéir qu'à ses propres ordres, tandis que le Caudillo éloignait du centre du pouvoirs Fal Conde et les autres carlistes. Après cela, la majorité des hauts commandants militaires, et parmi eux Mola ou Queipo de Llano, acceptèrent la situation avec plus ou moins de réticence, tandis que la majorité des militants des organisations politiques — parmi eux, le comte de Rodezno, éminent leader carliste —  l'acceptèrent également et se mirent au service du nouveau leader. Renovación Española se dissolut sur décision de son chef Antonio Goicoechea et José María Gil-Robles demanda à Acción Popular, le principal parti de la CEDA, de se conformer au décret, bien que sa position politique ne s'améliorât pas améliorée et qu'il restât en exil et ignoré du nouveau régime.
La promulgation du décret créant le parti unique Falange Española Tradicionalista y de las JONS fut effective 20 avril. Le décret se composait d'un long préambule et de trois articles dans lesquels « un parti unique de style fasciste était créé », qu'il nommait Movimiento (« Mouvement »), présenté comme le soutien de l'État, intermédiaire entre la société et un État qualifié de Nuevo Estado Totalitario (« Nouvel État totalitaire »), et qui plaçait à sa tête le général Franco.
Le décret d'unification annonçait dans son premier point que la Phalange espagnole et les Requetés étaient intégrés dans une seule « entité politique » dirigée par Franco et nommée « Falange Española Tradicionalista y de las JONS ». Un autre paragraphe déclarait tous les membres de la Phalange et de CT affiliés à la nouvelle organisation, d'autres Espagnols volontaires ayant également le droit d'y adhérer. Le décret dissolut « toutes les autres organisations et partis politiques », sans toutefois préciser explicitement si FE et CT étaient également dissous. Le deuxième point définit le chef de l'État, la Junta Política (« Comité politique ») et le Consejo Nacional (« Conseil national ») comme organes exécutifs. La Junta était censée aider le chef de l'État dans tous les domaines ; la moitié de ses membres devaient être nommés par lui et l'autre moitié par le Consejo Nacional. Le décret ne précisait pas comment les membres de ce dernier devaient être nommés. Tous les organismes étaient censés œuvrer à la structure finale d’un « État totalitaire ». Le troisième point déclarait toutes les milices du parti fusionnées dans la Milicia Nacional (es), regroupant milices phalangistes et requetés, chacune conservant ses propres emblèmes, et les autres milices du camp nationalistes, comme « auxiliaire de l'Armée » placé sous le commandement du « chef de l'État » (le général Franco). . Le préambule indiquait que le programme du nouveau parti serait basé sur 26 points de la Phalange originale, bien qu'il pût être sujet à changements et améliorations. Le nouveau parti fut défini comme « un lien entre l'État et la société ».
Le décret qui nommait les membres de la Junta Política donnait 10 noms. Parmi 5 phalangistes, il y avait 3 «camisas viejas» : Manuel Hedilla (âgé de 35 ans), l'homme d'affaires Joaquín Miranda González (43 ans) et un officier dont la loyauté était partagée entre l'armée et le parti, Ladislao López Bassa (32 ans) ; ils étaient accompagnés d'un nouveau phalangiste qui avait rejoint le parti après le coup d'État de juillet, un officier militaire de carrière, Darío Gazapo Valdés (46 ans), et un excentrique vaguement lié au parti avec — du moins en apparence — des ambitions littéraires plutôt que politiques, Ernesto Giménez Caballero (38 ans). Il y avait 4 carlistes, tous rodeznistes : Tomás Domínguez Arévalo (le comte de Rodezno lui-même, 55 ans), son lieutenant Luis Arellano Dihinx (31 ans), un membre plutôt détaché de l'exécutif carliste Tomás Dolz de Espejo (comte de la Florida, 58 ans) et un homme politique local de La Rioja, José María Mazón Sainz (36). Le Comité incluait enfin Pedro González-Bueno, un alphonsin plus proche de Serrano que du courant dominant du parti (41). Sur les 22 personnes qui formaient les organes exécutifs de la FE et du CT avant l'unification, seuls Hedilla et Rodezno figuraient sur la liste. À l'exception de Rodezno et Arellano, aucun n'avait d'expérience parlementaire antérieure. Le décret qui suivit adopta bientôt les symboles phalangistes originaux — joug et flèches, Cara al sol, bannière noir-rouge, l'utilisation de « camarada » comme terme d'adresse — pour le nouveau parti, son uniforme étant la combinaison d'une chemise bleue phalangiste et d'un béret rouge carliste,.

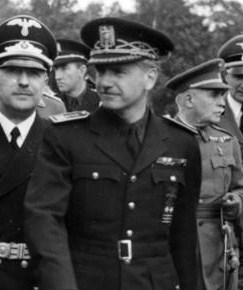
Ramón Serrano Súñer.

La responsabilité de la forme finale des documents d'unification n'est pas parfairement établie, mais les historiens tendent à l'attribuer majoritairement au Cuñadísimo Serrano Súñer,, ; il semble que les généraux Mola et Queipo de Llano avaient été consultés auparavant sur les ébauches du projet. On ignore quand les décrets furent rédigés ; le 11 avril, Franco demanda à Serrano d'en finaliser les termes et il semble que le 18 avril encore il restait « deux ou trois choses mineures » à finaliser. Ni les carlistes ni les phalangistes ne furent autorisés à participer à la rédaction et ils apprirent les véritables termes de la fusion une fois les décrets annoncés publiquement. Cependant, ils furent entendus sur certaines questions ; Franco modifia la liste des candidats carlistes initiaux à la Junta conformément aux conseils de Rodezno et il discuta avec Hedilla du nom du parti, Falange Española de Tradición (littéralment « Phalange espagnole de tradition ») ayant été envisagé jusqu'à la mi-avril,.
Les statuts du parti unique publiés le 4 août, affirmaient que le Caudillo serait « responsable devant Dieu et l'Histoire », et devant personne d'autre.
« Pour qu'il n'y ait aucun doute sur la situation du pouvoir dans ce que l'on commençait déjà à appeler le Nouvel État, le chef national de la Phalange, Manuel Hedilla — avec d'autres camarades réticents à rejoindre le Conseil politique du nouveau parti — fut jugé et condamné à mort pour son « acte manifeste d'indiscipline et de subversion contre le commandement et le pouvoir uniques et indiscutables de l'Espagne nationale ». Il devait être clairement établi pour tous que l'unité du commandement militaire serait à l'avenir une unité de commandement politique ». Franco suivit les conseils de la sœur du leader du secteur « pur » de la Phalange, Pilar Primo de Rivera, de Serrano Súñer et de l'ambassadeur allemand Von Faupel et accorda la grâce à Hedilla. Cependant, ce dernier dut purger une peine de prison aux îles Canaries jusqu'en 1943, avant d'être confiné de force à Palma de Majorque jusqu'en 1947.

## Suite immédiate

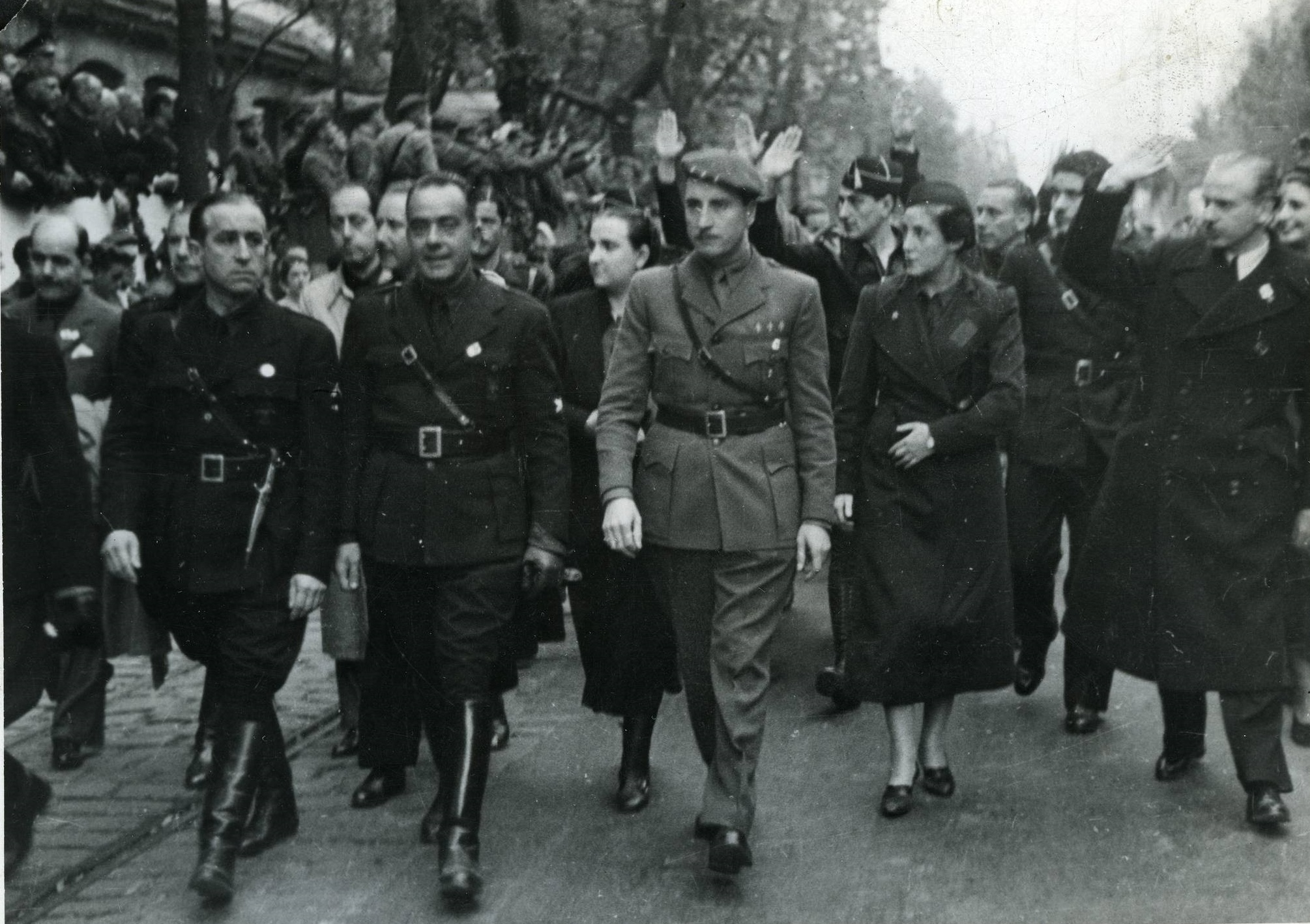
Les dirigeants carlistes et phalangistes dans un défilé commun.

Les termes de l'unification furent une surprise désagréable pour la plupart des politiciens phalangistes et carlistes, d'autant plus qu'ils différaient des sommaires plans antérieurement présentés par Franco à Hedilla et Rodezno. Les phalangistes auraient pu se contenter de leur apparente prédominance en termes de programme et de symboles, mais à l'exception d'Hedilla, aucun de leurs figures importantes n'avait été nommé au Comité politique. Les « légitimistes » — Sancho Dávila et Fernández de Celis, Agustín Aznar, Moreno — étaient en prison à la suite des événements de Salamanque des 16 et 17 avril ; Hedilla lui-même, induit en erreur par Franco sur l'idée qu'il serait nommé chef, fut choqué de n'être qu'un des dix membres du comité et, le 23 avril, il refusa de siéger. Il fut presque immédiatement arrêté, jugé, condamné à mort sur la base d'accusations exagérées de trahison, sa peine fut commuée et il fut emprisonné. Pour Rodezno, les termes du décret étaient comme un douche froide,. Quelques jours plus tard, il se rendit avec ses hommes chez Franco pour exprimer leur malaise, mais ils restèrent dociles et ne manifestèrent pas de protestation ou d'opposition explicite. Certains politiciens carlistes clés démissionnèrent, y compris le chef du Requeté Zamanillo. Les figures importantes du carlisme, qui s'étaient montrés dès l'origine sceptiques au sujet de la fusion, accueillirent le décret avec un silence assourdissant.
Parmi les dirigeants locaux et la base des militants prévalait un sentiment de décontenancement. Beaucoup tendaient à considérer la nouvelle comme l’introduction d’une vague structure bureaucratique au-dessus des organisations phalangistes et carlistes existantes. La plupart ne réalisèrent pas le caractère arbitraire de l’unification et pensaient qu’elle était pleinement acceptée et approuvée par leurs dirigeants respectifs, d'autant plus que c'était le discours mis en avant par la propagande et la censure officielles. Dans les rangs phalangistes — qui consistaient en une écrasante majorité de nouvelles recrues sans rapport avec le syndicalisme révolutionnaire d'avant-guerre — l'unification était considérée simplement comme l'absorption du carlisme et l'adoption d'une nouvelle direction, bien qu'un certain nombre de manifestations publiques phalangistes contre l'unification eussent lieu dans plusieurs villes. Dans les rangs carlistes, l'ambiance oscillait entre simple enthousiasme et protestation ; certaines unités de Requeté envisagèrent d'abandonner leurs positions au front. Beaucoup se contentèrent de ce qu'ils percevaient comme une trêve comparable à celle offerte par le prétendant Charles VII au gouvernement de Madrid lors de la guerre hispano-américaine. La plupart des autres politiciens se soumirent à la décision ; Gil-Robles ordonna la dissolution d'Acción Popular tandis que Yanguas et Goicoechea déclarèrent leur soutien total ; seul le commandant des JAP, Luciano de la Calzada Rodríguez, protesta et fut condamné à l'exil intérieur à Colindres (Cantabrie). De nombreux journaux partisans firent preuve d'un véritable enthousiasme, divers comités, des mairies et d'autres groupes firent parvenir au siège de Franco à Salamanque des messages d'adhésion.

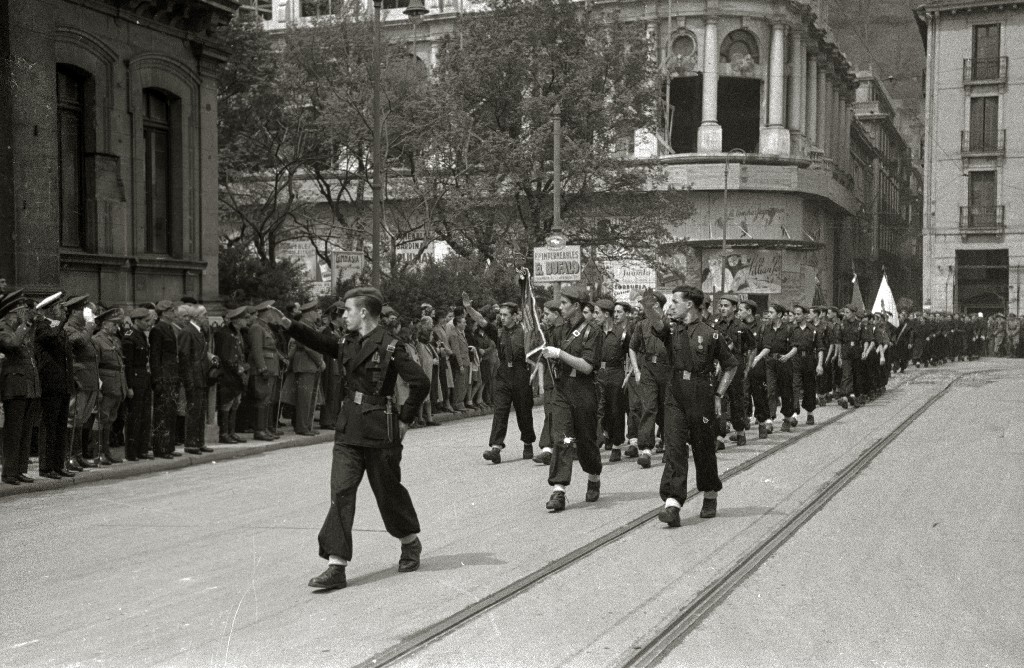
Défilé de carlistes et de phalangistes en hommage à José Antonio Primo de Rivera.

Les premières mesures pour consolider le nouveau parti furent prises entre fin avril et mai 1937, bien que suivant un mécanisme qui demeure obscur ; on ignore si elles furent orchestrées par l’administration ou par la Junta. Franco assista dans un premier temps à ses réunions hebdomadaires, mais il cessa rapidement de le faire, Serrano servant alors de lien entre lui et l'exécutif du parti. Le poste de secrétaire intérimaire fut attribué à López Bassa ; les autres figures les plus actives de la junte furent Fernando González Vélez (es) (un ancien phalangiste nommé à la place de Hedilla) et Ernesto Giménez Caballero. Les principaux postes du parti au niveau provincial étaient occupés par un carliste et un phalangiste alternant comme délégué et secrétaire ; 22 directions provinciales furent attribuées aux Falangistes et 9 aux carlistes. Les services de presse carlistes et phalangistes antérieurs à l'unification reçurent l'ordre d'arrêter leur propagande. Il fut demandé aux chefs provinciaux de soumettre un inventaire des avoirs du parti avant l'unification pour le 9 mai et, à la mi-mai, le nouveau parti commença à assumer leurs comptes bancaires. Toujours à la mi-mai, des sections spécialisées du nouveau parti commencèrent à émerger avec des nominations personnelles, là encore avec une prédominance phalangiste, qu'il s'agisse de la Sección Femenina  ou de la Milicia Nacional. Les gouverneurs civils organisèrent des rassemblements censés démontrer la fraternisation des partis unifiés. La propagande officielle n’eut de cesse d’exalter l’unification comme la fin glorieuse d’un processus historique vieux de plusieurs siècles. La première tâche confiée au nouveau parti — organiser des formations d'infirmières — au nouveau parti fut plutôt modeste.

## Premiers mois de l'unification

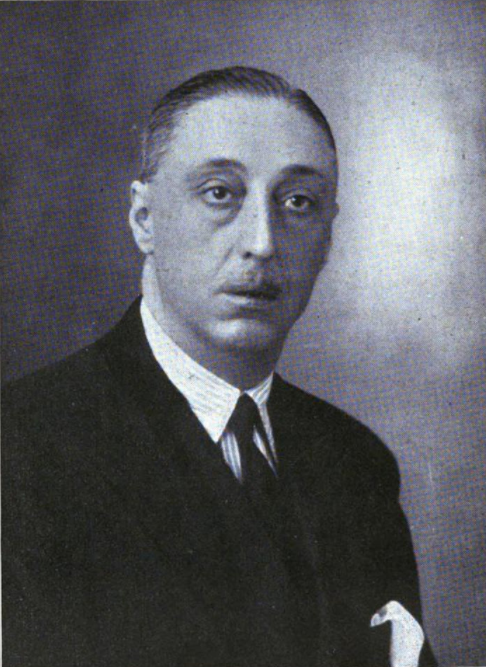
Le Comte de Rodezno.

Les dirigeants du carlisme et de la Phalange originelle adoptèrent une position attentiste très sceptique. Franco fit des efforts pour s'attirer les deux camps. Il envoya des lettres très respectueuses à Don Javier et suggéra que Fal Code, exilé, soit nommé ambassadeur au Vatican, mais de façon générale il ne laissa au régent d'autre option que d'accepter l'unification. Franco accéda finalement à la demande de Don Javier et autorisa Fal Conde à rentrer en Espagne ; il rencontra ce dernier en août et lui proposa vaguement des postes élevés, que Fal Conde refusa poliment. Don Javier et Fal Conde considéraient Rodezno comme un demi-traître, même s'ils préféraient ne pas couper entièrement les ponts avec lui. Dans la seconde moitié de 1937, ils se consacrèrent à sauvegarder ce qui pouvait l'être — institutions, journaux, bâtiments — de l'unification,. Dans le cas de la Phalange originelle, les dirigeants de sa faction « légitimiste » anti-hedilliste, dont certains furent libérés de prison, préférèrent rester à l'écart et ne pas s'engager ; ce fut le cas d'Agustín Aznar, Sancho Dávila, Dionisio Ridruejo, Fernando González Vélez (es), Rafael Garcerán (es) ou Francisco Moreno,, pour qui l'unification revenait à « tuer deux êtres authentiques pour en créer un artificiel »,. Au cours de l'été et de l'automne 1937, Serrano continua à négocier avec eux et obtint finalement leur engagement prudent, ce qui est parfois qualifié de suicide de la Phalange originelle, ; d'autres notent qu'à ce stade, cette dernière avait signé un pacte avec Franco et que son notaire avait été Serrano,. Le camp phalangiste fut renforcé une fois que son premier secrétaire général, Raimundo Fernández Cuesta, sortit de la zone républicaine et réintégra en octobre le même poste à FET y de las JONS. Contrairement au carlisme, aucun effort ne fut fait pour maintenir des structures originales et indépendantes du parti ; une dénommée Falange Española Auténtica (« Phalange espagnole authentique »), active à la fin des années 1937-1939, n'était constituée que de petits groupes isolés et dissidents de troisième ordre.
Au sein de FET y de las Jons, la seconde moitié de 1937 fut une période de concurrence féroce pour les postes et les actifs entre phalangistes et carlistes. Quelque 500 conflits furent officiellement enregistrés dans les archives du parti, un nombre qui s'élevait à 1 450 en 1942. Les phalangistes avaient clairement le dessus. Les statuts du parti, publiés en août 1937, définissaient plusieurs sections spécialisées et sur 14 délégations créées, seules 3 étaient dirigées par les carlistes. À un certain moment, Giménez Caballero suggéra une purge formelle, proposition que Franco rejeta. La plupart des rassemblements montrèrent la persistance des divisions ; un rassemblement massif de jeunes organisé en octobre à Burgos et destiné à manifester l'unité, devint une situation embarrassante lorsque, devant Franco, une foule de plusieurs milliers de personnes se déchira entre une partie phalangiste « bleue » et une partie carliste « rouge ». Les dirigeants carlistes unifiés se montraient de plus en plus contrariés de leur marginalisation tandis que l'exécutif navarrais originel — toujours opérationnel — adressait à Franco un message de plainte et demandait une forme de rectification. Dans la seconde moitié de 1937, de nombreux dirigeants locaux carlistes qui s'étaient initialement engagés dans les structures émergentes de FET y de las JONS inondaient désormais leurs membres de la Junta Política de courriers d'indignation, se plaignant du manque de concessions des phalangistes et exigeant une intervention immédiate. Les violents affrontements de rue entre phalangistes et carlistes (unifiés et non unifiés) se multiplièrent et furent suivis de centaines d'arrestations.

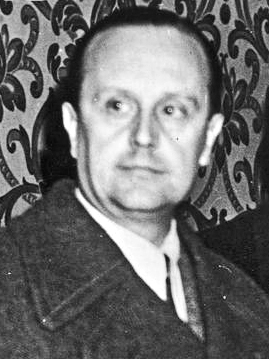
Raimundo Fernández-Cuesta.

### Le Conseil national
En octobre 1937, Franco décida de créer le Consejo Nacional del Movimiento, l'organisme vaguement spécifié dans le décret d'unification comme faisant partie de la direction de FET y de las JONS. La liste des 50 personnes nommées — directement par le Caudillo lui-même — annoncée dans les médias fut organisée selon un ordre probablement destiné à les classer en termes de prestige et d'importance, avec Pilar Primo de Rivera (Phalange), Rodezno (carlisme), Queipo de Llano (militaire) et José Mariá Pemán (alfonsisme) en tête de liste. 24 phalangistes furent nommés, dont cette fois de nombreux « légitimistes » ; parmi les 12 carlistes, la plupart étaient rodeznistes mais figuraient également Fal Conde et quelques-uns de ses partisans ; la liste comprenait 8 alphonsins, dont certains éminents, 5 militaires de haut rang — dont le général Queipo de Llano — et un ancien homme politique de la CEDA, Serrano Súñer. Parmi les personnes nommées, 12 avaient occupé antérieurement un siège aux Cortes. Ces nominations marquèrent la fin de la phase constituante du nouveau parti unifié. Bien que l’équilibre des pouvoirs au sein du nouvel État parti ne fût pas encore établi et que sa ligne politique demeurât vague, certains éléments clés s'y trouvaient déjà définis et ne seraient pas sujets à changement : leadership personnel et ferme de Franco, prédominance de la Phalange originelle et de son syndicalisme, rôle décoratif attribué aux organes exécutifs collectifs formels comme la Junta Política ou le Consejo Nacional et soumission générale aux structures bureaucratiques administratives de l'État.
Ainsi, le Conseil national de FET y de las JONS ne s'avéra rien d'autre d'un simple organe consultatif, tout comme le parti unique lui-même, dont l'activité se trouvait en pratique réduite à un travail de  propagande. La structure du Movimiento pouvait sembler un État parallèle, mais ce n'était en réalité rien de plus qu'une simple structure bureaucratique, au service du carriérisme de proches du régime ou du favoritisme institutionnel. En 1974, à la fin de la dictature franquiste, le général Franco gravement malade confiait à son médecin personnel Vicente Gil : « Vicente, les phalangistes, en définitive, sont des proxénètes scandaleux » ; à quoi Gil répondit : «Mon Général, c'est une chose que je n'accepte pas et je voudrais que ce soit la dernière fois que vous parliez de ce sujet. Parce que mon général, vous n'aviez pas cette opinion des phalangistes au commencement de la guerre, lorsque vous nous utilisiez. Je me souviens que vous, mon Général, êtes venu me féliciter à Posada de Llanera et féliciter ma centurie de phalangistes de ceux que vous appelez aujourd'hui "chulos de algarada" [« fanfarons de foire »]. Alors, vous nous considériez comme des héros ». Cependant, les dirigeants de la Phalange occupèrent bon nombre des postes les plus importants de l'administration et du parti. Outre le fait que la moitié des membres du Conseil national de FET et de las JONS étaient des phalangistes, le nouveau secrétaire du parti unique nommé au début de décembre 1937 par le Caudillo fut Raimundo Fernández-Cuesta, le plus important camisa vieja restant, qui venait d'arriver dans la zone rebelle après avoir été échangé contre le républicain Justino de Azcárate. Il advint de même avec les principales délégations nationales du nouveau parti, également occupées par des phalangistes : la Sección Femenina de Pilar Primo de Rivera et l' Auxilio Social (es) de Mercedes Sanz-Bachiller . « Aucun ancien hiérarque de la Phalange, à l'exception de quelques hedillistas, ne se trouva privé de sa part du gâteau. Dionisio Ridruejo, Alfonso García Valdecasas, José Antonio Giménez-Arnau, Pedro Gamero del Castillo, Antonio Tovar et Julián Pemartín étaient bien présents ».
Une fois neutralisés les principaux dissidents phalangistes et carlistes, qui ne représentaient qu'une petite minorité, le décret d'unification a apporta la tranquillité politique dans la zone rebelle, élimina les luttes internes entre les différentes factions politiques, pratiquement inexistantes en comparaison avec la zone républicaine, et permit de concentrer l'effort sur les opérations militaires.

## Impact à court et long terme

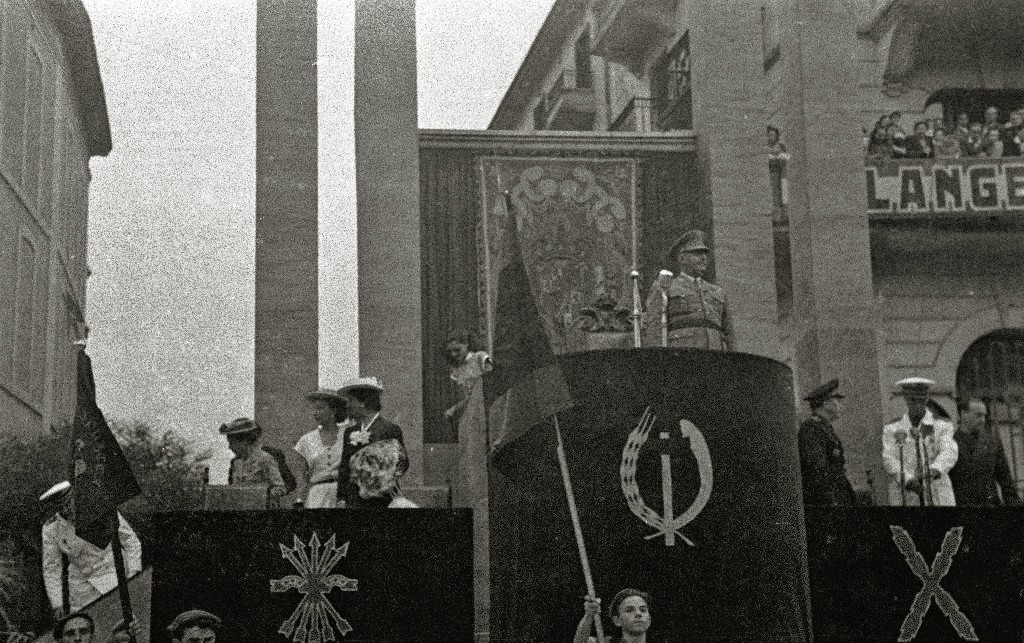
Discours de Franco, à la fin des années 1940 ; noter les symboles phalangistes et carlistes sur les côtés de la tribune.

La principale conséquence de l’unification fut d’assurer l’unité politique au sein du camp nationaliste. Les groupes politiques les plus dynamiques de la zone rebelle, jusqu’ici totalement loyaux mais autonomes et démontrant leurs propres ambitions, se trouvèrent marginalisés. La Phalange fut asservie et, bien que le courant national-syndicaliste indépendant au sein de FET y de las JONS demeurât vigoureux, le parti était désormais fermement contrôlé par le Caudillo et ses hommes. Le carlisme conserva son identité politique indépendante par-delà le nouveau parti, mais il souffrit d'une fragmentation proche de la rupture et l'activité de CT commença à se languir sur un mode semi-clandestin. Ni les phalangistes ni les carlistes ne décidèrent de s'opposer ouvertement à l'unification et les groupes les plus intransigeants se contentèrent simplement de ne pas participer. comte de Rodezno, leader du carlisme en Navarre — le principal bastion traditionaliste —, et qui avait collaboré à l'unification, fut nommé ministre de la Justice dans le premier gouvernement du général Franco en janvier 1938. Les principaux atouts phalangistes et carlistes — des unités de milice volontaires, formellement incorporées à l'armée mais conservant toujours leur identité politique et rassemblant au milieu de 1937 quelques 95 000 hommes  — restèrent fidèles à la direction militaire. Grâce à l'unification, aucune divergence politique majeure n'apparut dans la zone nationaliste, un contraste saisissant avec la concurrence faisant rage et les conflits qui tourmentèrent le camp républicain ; les historiens soulignent que cette unité politique, au moins formelle, a grandement contribué à la victoire finale des nationalistes en 1939.
Une autre conséquence de l'unification fut la transformation du régime politique dans la zone nationaliste ; plus que comme une direction militaire forte, elle commença rapidement à présenter les caractéristiques d’une dictature politique. Jusqu'en avril 1937, les partis politiques de droite restèrent légaux et, bien que la loi martiale imposât de graves restrictions à leurs activités, elles furent dans une certaine mesure tolérées ; par la suite, toutes les entités politiques à l'exception du parti unifié furent interdites, tandis que ce dernier lui-même prit la forme d'une organisation entièrement contrôlée par Franco et sa bureaucratie. Le contrôle de l'activité politique n'était plus le résultat de difficultés temporaires liées à la guerre et à l'administration militaire mais devinit une caractéristique intrinsèque et fondamentale du système. Le changement renforça la position de Franco et commença à donner au système la forme d'une dictature politique personnelle sous son contrôle. Jusqu'en avril, il fut commandant suprême de l'armée et chef de l'État, fonctions qui définissaient sa position sur le plan militaire et administratif, mais pas en termes strictement politiques. Le décret d'unification, qui définissait le monopole politique de FET y de las JONS et nommait le chef de l'État à sa tête, établissait formellement la suprématie politique personnelle de Franco et faisait de lui le leader incontesté de toute la vie politique dans la zone nationaliste,.

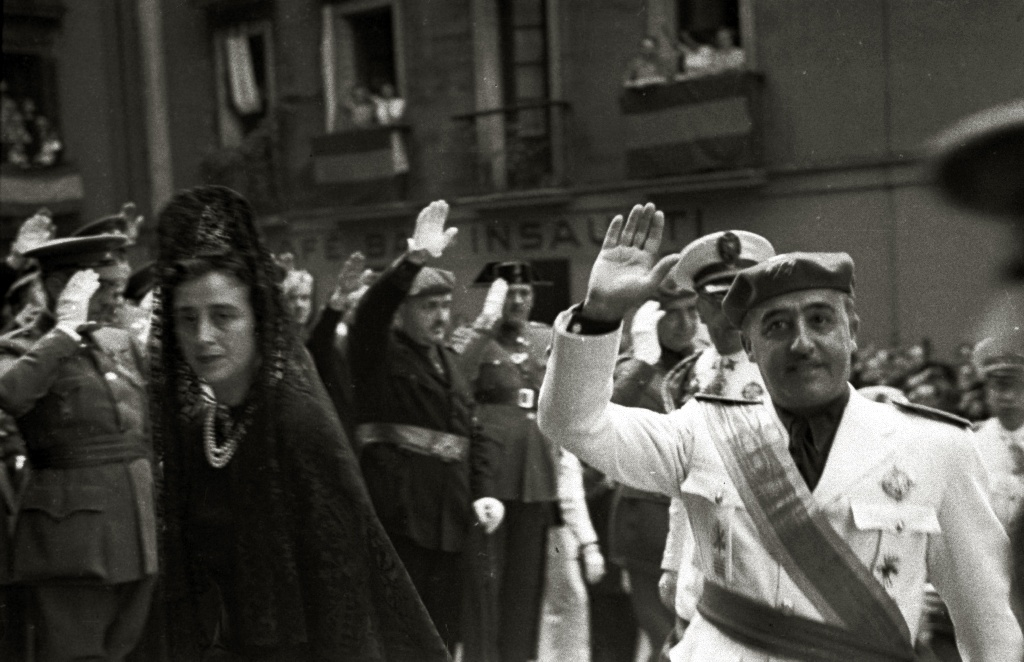
Franco dans l'uniforme d'été de FET y de las JONS

En quelques années, plutôt qu'une plate-forme unifiant les principales forces politiques, FET y de las JONS devint une structure dominée par la Phalange et contrôlée par la bureaucratie d’État. Les dirigeants indépendants d'esprit de la première Phalange, comme Aznar ou González Veléz, furent mis sous contrôle et parfois emprisonnés dans les cas où ils outrepassaient certaines limites, par ailleurs arbitraires ; les autres, comme Fernández Cuesta, réalisèrent que l'hégémonie phalangiste dans l'État parti n'était possible que si Franco était reconnu comme le leader incontesté et source de tout pouvoir. CT opta pour une identité autonome semi-clandestine ; Fal Conde refusa de siéger au Consejo et Don Javier expulsa du parti tous ceux qui l'avaient fait sans son consentement préalable. Plutôt qu'une unification, la nouvelle entité devint une Phalange domestiquée par Franco, absorbant ses ramifications carlistse, dont les éléments rénoncèrent (comme Iturmendi ) à leur ancienne identité, la conservèrent (comme Bilbao) mais comme une vague perspective future ou finirent par se retirer avec le temps (comme Rodezno). Les alfonsistes s'engagèrent sans enthousiasme , puis se divisèrent avant de finalement partir, pour la plupart d'entre eux, à la fin des années 1930 et au début des années 1940. Les anciens politiciens de la CEDA n'étaient pas les bienvenus. En termes de programme, la propagande initiale était axée sur l'unité ou faisait usage d'un discours confus et douteux, parlant par exemple d'« un programme révolutionnaire découlant de la tradition espagnole » ; les Italiens étaient perplexes quant à l'importance accordée à l'élément religieux et considéraient le programme comme un amalgame chaotique ne méritant pas le nom de « fascisme ». Finalement, FET y de las JONS fut reformatté à la manière d'un syndicat et, dans l'Espagne franquiste, il devint simplement l'un des groupes qui parmi tant d'autres était en compétition pour le pouvoir — alphonsins, carlistes, militaires, technocrates, clergé, bureaucrates —.

## Bilan historiographique
L'unification est généralement considérée comme un succès pour Franco, lui ayant permis d'atteindre un certain nombre d'objectifs ; le processus a été qualifié de « coup de maître » («golpe maestro») par différents historiens,. Premièrement, elle assurait, au moins formellement, une unité politique, ce qui contribua grandement au triomphe final des nationalistes dans la guerre civile. En second lieu, elle marginalisait les centres de pouvoir autonomes qui auraient pu constituer un défi à la dictature militaire et qui, en effet, au début de 1937, commencèrent à manifester de telles ambitions. Troisièmement, elle permit de conserver la loyauté des milices volontaires recrutées par les partis marginalisés sans affaiblir la force nationaliste au front. Quatrièmement, elle créa un instrument de contrôle et de canalisation de la mobilisation politique populaire. Cinquièmement, elle renforça l'hégémonie de la figure de Franco et, par-delà son rôle de commandant militaire et de chef de l'administration, fit de lui également le maître de la politique nationaliste intérieure.
Quelques chercheurs tendent néanmoins à considérer l’unification comme un échec. L’un des arguments avancés est qu’elle n’a pas permis d'unifier réellement tous les groupements politiques du camp nationaliste ; le carlisme et l'alfonsisme ont survécu en tant que forces autonomes et rapidement de nouvelles forces ont commencé à émerger. Un autre argument est que le parti d'État nouvellement créé, la Falange Española Tradicionalista, ne devint jamais un véritable véhicule de la mobilisation populaire, une plate-forme pour forger un cap politique et conférer une épine dorsale sociale au régime ; au contraire, le nouveau parti décourageait plutôt l’activisme populaire, servait de simple courroie de transmission à l’administration et devint un appareil bureaucratique, attirant principalement les opportunistes et les carriéristes. D'autres analystes avancent néanmoins que le rôle de FET y de las JONS dans l’Espagne franquiste a évolué au fil des décennies, s'est principalement déterminé au début des années 1940 plutôt que dans la phase initiale et que, pendant la guerre civile, le parti avait fonctionné conformément aux attentes de Franco.
D’autres questions liées à l’unification restent débattues. Il existe par exemple un désaccord sur la question de savoir si le nouveau parti a été créé comme un tremplin vers un État fasciste ou fascistoïde, ou s’il a été créé principalement pour éliminer toute compétition entre centres de pouvoir, servant des objectifs plutôt traditionnels consistant à garantir les pouvoirs dictatoriaux d’un seul individu. Il n'est pas non plus clairement établi si l'unification était une mesure provisoire hâtive déclenchée comme une réaction aux ambitions phalangistes et carlistes ou plutôt une mesure soigneusement préparée qui mûrissait depuis un certain temps dans l'esprit de Franco. On peut se questionner sur la question de savoir si FET y de las JONS était initialement destiné à abriter un programme politique aux contours idéologiques volontairement flous, afin d'empêcher la rigidité doctrinale de faire obstacle à l’affiliation d’une « masse neutre » ou s’il était effectivement formaté comme une entité national-syndicaliste. Les raisons de l'avantage accordé dès le début à la Phalange sur les carlistes demeurent obscures ; il peut s'agir d'une manœuvre de Franco et Serrano Súñer, qui appréciaient un plus grand potentiel de mobilisation phalangiste et avaient l'intention de présenter une contre-offre aux masses radicalisées, ou bien le résultat de dynamiques internes au sein du parti (résultant de l'infériorité numérique carliste, de la position constamment sceptique du régent ou des erreurs commises par leurs dirigeants unifiés, qui décidèrent prématurément de se retirer).
Concernant les partis unifiés eux-mêmes, on ne sait pas exactement pourquoi les carlistes et la première Phalange ont succombé à la pression de l'unification : stratégie de Franco consistant d'abord à sélectionner des hommes politiques dociles, puis les induisant en erreur en ce qui concerne la configuration du futur parti unifié, pression militaire écrasante, croyance des phalangistes et des carlistes qu'ils pourraient déjouer Franco ou leurs dirigeants, ou bien consentement au sacrifice de ce qu'ils considéraient comme des caractéristiques secondaires afin d'atteindre l'objectif commun de vaincre les républicains,. La Phalange atteignit l’hégémonie au prix de la perte de son autonomie et le carlisme, pour sa part, conserva en partie son autonomie au prix d'une mise à l’écart. Les historiens s'interrogent sur la question de savoir si la Phalange originelle « a été tuée », « castrée » et « s'est suicidée » pendant le processus d'unification — c'est-à-dire si elle a cessé d'être un mouvement révolutionnaire autonome — et si FET y de las JONS devrait être considéré comme une entité entièrement nouvelle, ou si le parti s'est plutôt transformé et le parti unifié doit être considéré comme une sorte de continuité de la Phalange espagnole. De même, il n'y a pas d'accord sur la question de savoir si l'unification est à l'origine de la décadence du carlisme, ou si elle a simplement affaibli gravement le mouvement qui a ensuite retrouvé une certaine force, dans les années 1960, où il remit en question les desseins politiques de Franco avant de s'effondrer en raison des profonds changements sociaux du franquisme tardif.